# Muck (Écosse)
Pour les articles homonymes, voir Muck.
Muck (Eilean nam Muc en écossais) est une île faisant partie du groupe des Small Isles qui appartiennent à l'archipel des Hébrides intérieures en Écosse. Muck se situe dans la mer des Hébrides et fait partie du Council area des Highland. Muck est la plus petite île des Small Isles.

## Géographie

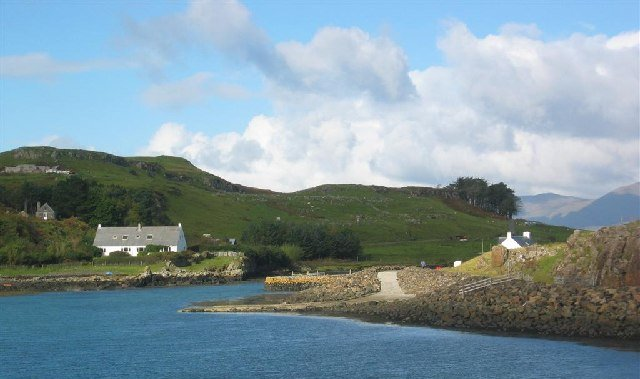
Port Mòr depuis le port.

Muck mesure environ quatre kilomètres d'Est en Ouest et est peuplée de trente habitants, la plupart vivant au village de Port Mòr situé sur la côte sud-est. L'autre localité de l'île est la ferme de Gallanach sur la côte nord, reliée au village par la seule route de l'île, longue de 2,4 kilomètres.
L'île est située au sud-ouest de Eigg dont elle est séparée par le détroit de Eigg.
Des liaisons maritimes existent entre les quatre îles des Small Isles et Mallaig en Écosse.
Muck est connue pour ses populations de pinnipèdes et pour ses marsouins.
Le nom de l'île viendrait du mot marsouin. Un propriétaire de l'île a d'ailleurs essayé de persuader Samuel Johnson et James Boswell que le véritable nom de Muck était Isle of Monk (l'île du moine).

## Référence
- (en) Cet article est partiellement ou en totalité issu de l’article de Wikipédia en anglais intitulé « Muck, Scotland » (voir la liste des auteurs).